# أكيهيكو ايشيكاوا
أكيهيكو ايشيكاوا (باليابانية: 市川 彰彦) (مواليد 22 مايو 1973)، هو لاعب كرة قدم سابق كان يلعب كلاعب وسط.